# Eduard Hämäläinen
Eduard Hämäläinen (* 21. Januar 1969 in Qaraghandy, Kasachische SSR) ist ein ehemaliger Zehnkämpfer. In 23 Zehnkämpfen erreichte er über 8000 Punkte, und in sieben Wettbewerben übertraf er 8500 Punkte. Der 1,94 m große und als Wettkämpfer 93 kg schwere Leichtathlet gewann während seiner Karriere für drei Länder Medaillen.

## Nationalität
Hämäläinens Urgroßvater war vor 1917 von Finnland nach Russland ausgewandert und wurde später nach Kasachstan deportiert. Hämäläinen startete bis 1991 für die Sowjetunion, 1992 für die GUS und von 1993 bis 1996 für Belarus, wo er in Hrodna lebte. 1994 zog er ins westfinnische Kuortane, und ab dem 1. Januar 1997 war Hämäläinen für Finnland startberechtigt.

## Karriere
Bei den Juniorenweltmeisterschaften 1988 in Sudbury in Kanada gewann Hämäläinen mit 7596 Punkten Bronze hinter dem Deutschen Michael Kohnle und dem Tschechen Robert Změlík. Bei den Weltmeisterschaften 1991 in Tokio belegte er mit 8233 Punkten den siebten Platz. 1992 wurde er Meister der GUS, bei den Olympischen Spielen 1992 in Barcelona gab er nach dem Hochsprung auf. 
Im Rahmen der Hallenweltmeisterschaften 1993 in Toronto wurde als Vorführwettbewerb ein Siebenkampf für Männer ausgetragen. Hämäläinen belegte mit 6075 Punkten den dritten Platz hinter dem US-Amerikaner Dan O’Brien und dem Kanadier Mike Smith. Der Wettkampf war Hämäläinens vierter und letzter Siebenkampf, ein Jahr vor Toronto hatte er in Berlin 6096 Punkte erreicht. In Stuttgart bei den Weltmeisterschaften 1993 gewann Hämäläinen Silber. Mit 8724 Punkten lag er 93 Punkte hinter Dan O’Brien zurück. 
1994 erreichte er bei seinem Sieg beim Mösle Mehrkampf-Meeting in Götzis mit 8735 Punkten die höchste Punktzahl seiner Karriere. Bei den Europameisterschaften 1994 in Helsinki war er nach dem ersten Tag in klarer Führung mit 4512 Punkten, gab aber dann nach Fall im Hürdensprint auf. Ein Jahr später bei den Weltmeisterschaften 1995 in Göteborg gewann er wie zwei Jahre zuvor Silber. Mit 8489 Punkten lag er 206 Punkte hinter Dan O’Brien. Seinen letzten Start für Belarus absolvierte Hämäläinen bei den Olympischen Spielen 1996 in Atlanta. Mit 8613 Punkten belegte er den fünften Platz, er hatte 51 Punkte Rückstand auf den Gewinner der Bronzemedaille, Tomáš Dvořák aus Tschechien.
Die Saison 1997 begann Hämäläinen bei seinem nach 1993 und 1994 dritten Sieg in Götzis mit 8617 Punkten. Vier Wochen später trat er in der Gruppe B des Zehnkampf-Europacups in Oulu vor heimischem Publikum erstmals im finnischen Nationaltrikot an und siegte mit 8260 Punkten. Bei den Weltmeisterschaften 1997 in Athen erzielte er mit 8730 Punkten das zweitbeste Ergebnis seiner Karriere und stellte den noch heute (Stand 2020) gültigen finnischen Landesrekord auf. Auf den Sieger Tomáš Dvořák hatte er allerdings 107 Punkte Rückstand.
Bei den Europameisterschaften 1998 in Budapest gingen die Medaillen ausschließlich an Athleten, die in der Sowjetunion aufgewachsen waren. Es siegte der Este Erki Nool mit 8667 Punkten vor Hämäläinen mit 8587 Punkten und dem Russen Lew Lobodin mit 8571 Punkten.
Nachdem er die Saison 1999 wegen Verletzung auslassen musste und 2000 auch in Götzis den Wettkampf nicht beenden konnte, trat er im August 2000 in Lahti erstmals bei den Finnischen Meisterschaften an und gewann mit 8240 Punkten den zweiten Landesmeistertitel seiner Karriere. Bei den Olympischen Spielen in Sydney war er allerdings völlig außer Form. Dem olympischen Motto folgend, dass die Teilnahme wichtiger sei als der Sieg, brach er den Wettbewerb nicht ab, sondern belegte mit 7520 Punkten den 24. Platz. Mit der schwächsten Punktzahl bei einem beendeten Zehnkampf seit 1989 wollte er seine Karriere nicht beenden. 2001 lieferte er beim Mösle Mehrkampf-Meeting und beim Europacup noch zwei 8000-Punkte-Wettkämpfe ab, gab aber dann bei den Weltmeisterschaften 2001 in Edmonton nach zwei Wettbewerben auf.

## Würdigung
Obwohl er bei großen Meisterschaften nur vier Silbermedaillen gewinnen konnte und seine olympische Karriere einen fünften Platz als beste Leistung ausweist, gehört Eduard Hämäläinen zu den besten Zehnkämpfern aller Zeiten. Er gehört zu den bis Ende 2006 nur sieben Athleten, die im Durchschnitt ihrer zehn besten Wettkämpfe auf über 8600 Punkte kamen. Seine besondere Stärke war der 110-Meter-Hürdenlauf, in dem nur Frank Busemann noch bessere Leistungen im Rahmen eines Zehnkampfes gelangen. Seine schwächste Disziplin war der Speerwurf, hier konnte er in seiner gesamten Karriere nur in zwei Zehnkämpfen die 60-Meter-Marke übertreffen.   

## Bestleistungen
- 100 Meter: 10,69 Sekunden (1994)
- Weitsprung: 7,56 Meter (1997)
- Kugelstoßen: 16,74 Meter (1996)
- Hochsprung: 2,11 Meter (1994), in der Halle 2,15 Meter (1995)
- 400 Meter: 46,71 Sekunden (1997)
- 110 Meter Hürden: 13,57 Sekunden (1993)
- Diskuswurf: 52,20 Meter (1994)
- Stabhochsprung: 5,30 Meter (1993)
- Speerwurf: 61,88 Meter (1993)
- 1500 Meter: 4:22,5 Minuten (1987)
- Zehnkampf: 8735 Punkte (1994)